# Płytka dywanowa

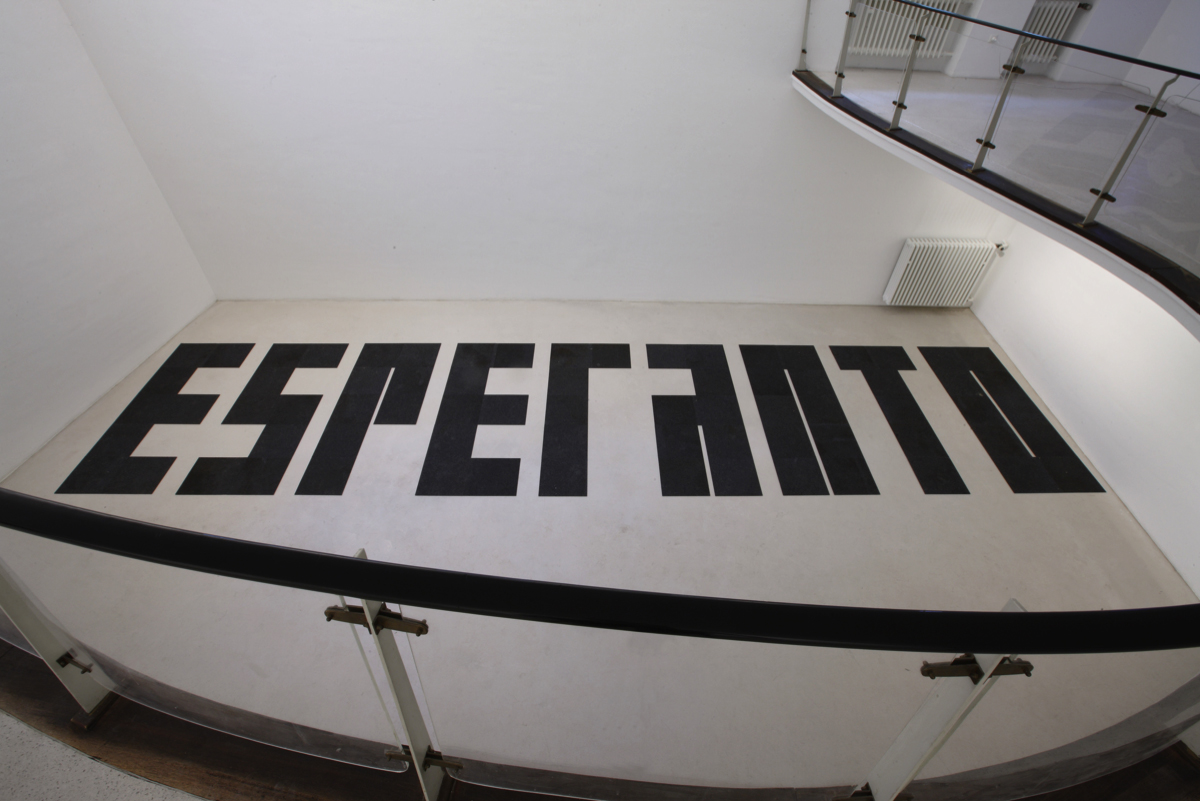
Napis ułożony z płytek dywanowych. Wymiary napisu: 1150×250 cm. Installationsansicht artothek, Kolonia, 2009

Płytka dywanowa – tkanina dekoracyjna o kształcie kwadratowym, układana na podłodze, stosowana najczęściej w pomieszczeniach biurowych i komercyjnych. Płytki dywanowe posiadają warstwę spodnią wykonaną z materiałów bitumicznych lub PCV. Warstwa wierzchnia najczęściej wykonana jest metodą tuftingu lub igłowania, a użyte surowce to poliamidy, polipropylen, wełna, poliestry lub ich mieszanki.

## Korzyści
Płytki dywanowe montuje się przy pomocy tzw. żelu antypoślizgowego, co pozwala wymieniać pojedyncze zniszczone płytki na nowe. W razie użycia kleju (co jednak nie pozwoli na łatwą wymianę płytki), powinien to być klej mocniejszy niż w przypadku wykładziny w rolce, ze względu na możliwość odklejania się brzegów kwadratów. Do zalet płytek dywanowych zaliczyć można mniejszą ilość odpadów (ok. 5%) w porównaniu do wykładziny z rolki (średnio ok. 20%), łatwość transportu między piętrami w stosunku do kilkumetrowej rolki wykładziny, a także znacznie mniejszą wagę: karton kwadratów płytki 50×50 cm zawierający do 5 m² płytek waży zaledwie 25 kg, zaś rolka wykładziny o szerokości 400 cm może ważyć nawet 300 kg. Do montażu płytek nie potrzeba też całkowicie wynosić mebli z pomieszczenia i przechowywać ich w drugim miejscu – co jest konieczne w wypadku montażu wykładziny w rolce. Płytki dywanowe są też bardziej odpowiednie do montowania na podwyższanych podłogach, kryjących przewody elektryczne i komputerowe. Płytki dywanowe zachowują swój kształt dzięki warstwie włókna szklanego. Duże znaczenie mają również certyfikaty niepalności - wykładziny w rolkach posiadają zwykle klasę reakcji na ogień Cfl-S1, która jest niewystarczająca przy obecnych europejskich normach przeciwpożarowych dla większości budynków użyteczności publicznej. Płytki dywanowe z kolei posiadają certyfikat Bfl-S1 - o stopień wyższy - i wykazują lepszą ochronę w przypadku pożaru.

## Historia
W drugiej poł. lat 50. XX w. producent dywanów z Amersfoort w Holandii, P. J. van Heugten starając się wykorzystać resztki poprodukcyjne stworzył płytki o wymiarach 25×25 cm. Po roku 1956 Heugten zaczął produkować płytki o wymiarze 50×50 cm, i te wymiary okazały się pożądane przez klientów.